# Vaylats
 Vaylats  es una población y comuna francesa, situada en la región de Mediodía-Pirineos, departamento de Lot, en el distrito de Cahors y cantón de Lalbenque. Forma parte de la Via Podiensis, en los caminos a Santiago de Compostela.

## Demografía
| 298 | 267 | 213 | 226 | 196 | 251 |
| Para los censos de 1962 a 1999 la población legal corresponde a la población sin duplicidades (Fuente: INSEE [Consultar]) |     |     |     |     |     |